# Guangzhou Loong Lions
El Guangzhou Long-Lions (en chino, 广州龙狮) conocido hasta 2010 como Shaanxi Gaitianli Kylins es un equipo de baloncesto chino con sede en la ciudad de Foshan, en la región de Guangdong, que compite en la Chinese Basketball Association (CBA). Anteriormente jugaba sus partidos en la ciudad de Shaanxi. En 2008 participó en la IBL.

## Historia
El equipo se fundó en 2000, con la denominación de Shaanxi Gaitianli Kylins, y al año siguiente consiguieron el campeonato de la segunda división china, logrando el ascenso a la CBA.
Su mejor clasificación la consiguieron en 2009, cuando acabaron en la cuarta posición en la temporada regular, siendo eliminados en la primera ronda de play-offs por los Dongguan Leopards.